# Merseburger Straße 6 (Weißenfels)
Das Haus Merseburger Straße 6 war ein denkmalgeschütztes Gebäude in Weißenfels in Sachsen-Anhalt.

## Lage
Es befand sich auf der Westseite der Merseburger Straße nahe an ihrem südlichen Ende.

## Architektur und Geschichte

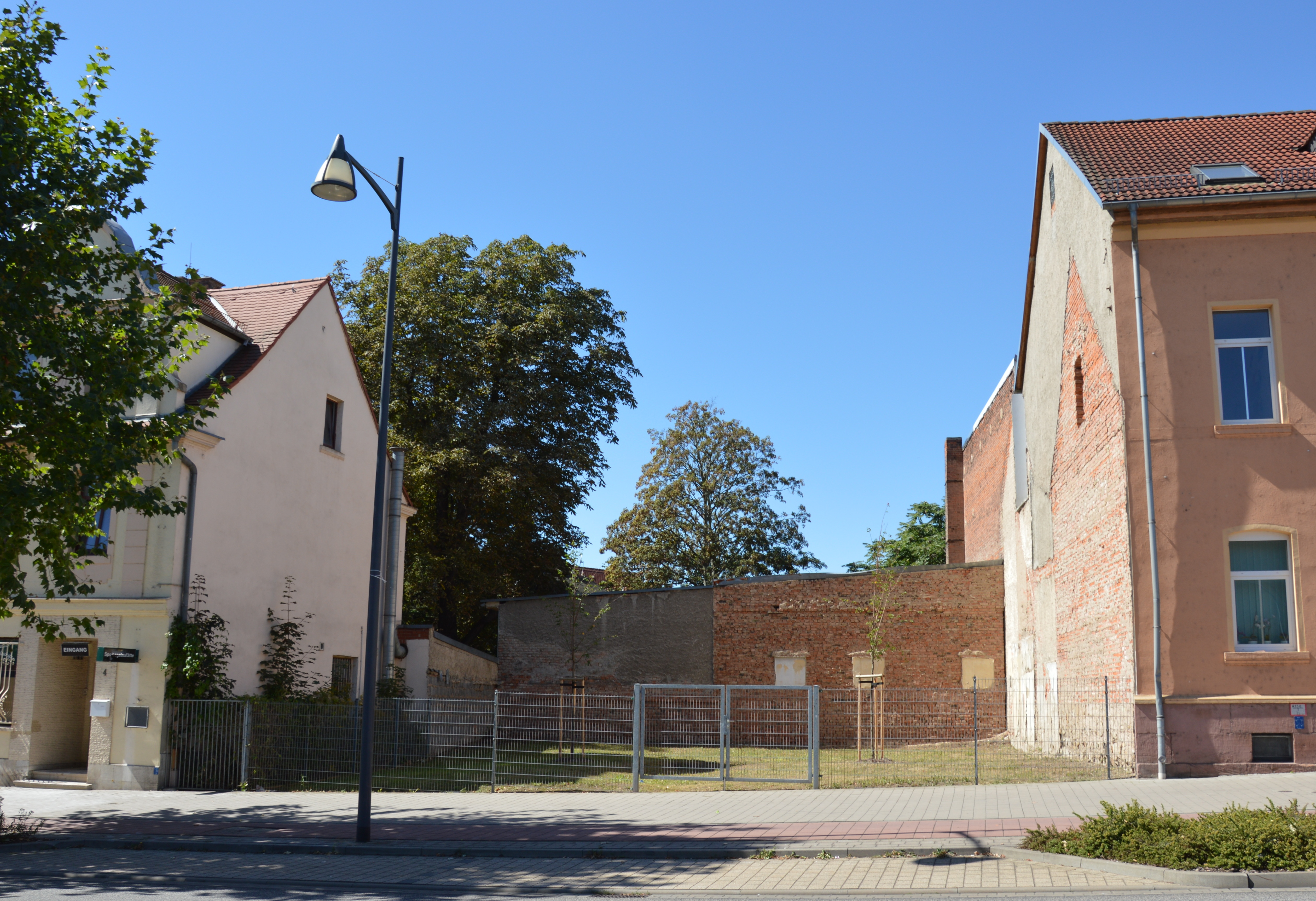
Baulücke im Jahr 2016

Das zweigeschossige Wohnhaus stammte aus der Mitte des 19. Jahrhunderts. Die schlichte Fassade war sechsachsig gestaltet. Im Erdgeschoss befand in der dritten Achse von links der Hauseingang. Auf der rechten Seite schloss das Haus direkt an das Nachbargebäude an.
Das Gebäude galt als gut erhaltenes und wenig verändertes Beispiel der frühesten kleinbürgerlichen Bebauung der Weißenfelser Neustadt. Zumindest um 1993 bestand das Gebäude noch. Spätestens 2016 war es jedoch nicht mehr vorhanden. An dieser Stelle befindet sich (Stand 2016) eine Baulücke.
Im örtlichen Denkmalverzeichnis war das Wohnhaus unter der Erfassungsnummer 094 15263 als Baudenkmal verzeichnet.